# Bàn Tài Đoàn
Bàn Tài Đoàn (tên thật là Bàn Tài Tuyên, bí danh Đoàn Kết; 1913 – 2007) là nhà thơ Việt Nam, được tặng Giải thưởng Nhà nước về Văn học Nghệ thuật năm 2001.

## Tiểu sử
Bàn Tài Đoàn, tên thật là Bàn Tài Tuyên, sinh ngày 28 tháng 9 năm 1913 tại xóm Xí Kênh, xã Quang Thành, huyện Nguyên Bình, tỉnh Cao Bằng. Dân tộc: Dao Tiền.
Ông tham gia hoạt động Cách mạng (bí mật) từ 1942. Sau 1945: công tác tại phòng tuyên truyền, Cục Chính trị Bộ Tổng Tư lệnh Quân đội nhân dân Việt Nam. Từ 1951 ông liên tục hoạt động trên mặt trận văn hóa văn nghệ và từng giữ các chức vụ: Phó Giám đốc sở Văn hóa Thông tin Khu tự trị Việt Bắc; Phó Chủ tịch Hội Văn nghệ Việt Bắc; Ủy viên Uỷ ban Mặt trận Tổ quốc Trung ương; Ủy viên Ban Chấp hành Hội Nhà văn Việt Nam.
Ông là đảng viên Đảng Cộng sản Việt Nam; hội viên Hội Nhà văn Việt Nam từ năm 1957.
Ông mất ngày 17 tháng 11 năm 2007.

## Sự nghiệp
Ông đã sáng tác các tập thơ: Muối Cụ Hồ (1960); Có mắt thấy đường đi (1962); Xuân về trên núi (1963); Một giấc mơ (1964), Kể chuyện đời (1968); Chùm sấy cấu (1969); Tháng Tám đổi mới (1971); Rừng xanh (1973); Sáng cả hai miền (1975); Gửi đồng bào Dao (1979); Bước đường tôi đi (1985); Tuyển tập thơ Bàn Tài Ðoàn (1993); Phạm tìu lậu (Ba con đường) (1994); các tập văn xuôi: Ðời người Dao (1948); Hồi ký khu Quang Trung (1994); Tập tiểu luận Vấn đề văn nghệ miền núi (1998).
Ông đã được Nhà nước tặng thưởng Huân chương Ðộc lập hạng nhì; Huân chương Lao động hạng Nhất.
Năm 2001, ông được tặng Giải thưởng Nhà nước về Văn học Nghệ thuật với các tác phẩm: tập thơ Muối của cụ Hồ và Tuyển tập Bàn Tài Đoàn.

## Tác phẩm chính

### Thơ
- Muối của Cụ Hồ (thơ, 1960)
- Có mắt thấy đường đi (thơ, 1962)
- Xuân về trên núi (thơ, 1963)
- Một giấc mơ (thơ, 1964)
- Kể chuyện đời (thơ, 1968)
- Chùm sấy Cầu (thơ, 1969)
- Tháng Tám đổi mới (thơ, 1971)
- Rừng xanh (thơ, 1973)
- Sáng cả hai miền (thơ, 1975)
- Gửi đồng bào Dao (thơ, 1979)
- Nơi ta ở (thơ, 1979)
- Bước đường tôi đi (thơ, 1985)
- Tuyển tập thơ Bàn Tài Đoàn (thơ, 1993)
- Phạm Tìu Lậu (Ba con đường).

### Văn xuôi
- Đời người Dao (1948)
- Hồi ký khu Quang Trung (hồi ký, 1994)

### Tiểu luận
- Vấn đề văn nghệ miền núi (1998).

Nguồn:

## Khen thưởng
- Huân chương Ðộc lập hạng Nhì
- Huân chương Lao động hạng Nhất

## Vinh danh
- Giải thưởng Nhà nước về Văn học Nghệ thuật năm 2001